# Federación Nacional de Muchachas Guías de Nicaragua
La Federación Nacional de Muchachas Guías de Nicaragua (FNMGN, Federazione Nazionale di Ragazze Guide del Nicaragua) è l'organizzazione nazionale del Guidismo in Nicaragua. Questa conta 86 membri (nel 2003). Fondata nel 1940 l'organizzazione diventa membro associato del World Association of Girl Guides and Girl Scouts (WAGGGGS) nel 1981.
Il motto è Siempre Activas, mentre lo slogan Lealtad Sacrificio Pureza.